# Шавелы (Ивьевский район)
Шавелы (бел. Шавёлы) — деревня Ивьевского района на востоке Гродненской области Белоруссии. Входит в состав Юратишковского сельсовета.
Высота — 165 м. Часовой пояс — UTC+3.
Население в 2019 году составляло 9 человек.

## Ссылка
- Карта деревни Шавелы Ивьевского района